# Sciophila altaica
Sciophila altaica är en tvåvingeart som beskrevs av Zaitzev 1994. Sciophila altaica ingår i släktet Sciophila och familjen svampmyggor. Inga underarter finns listade i Catalogue of Life.